# Gothic (film)
Gothic è un film del 1986 diretto da Ken Russell.

## Trama
Nel giugno del 1816, presso la Villa Diodati sul lago di Ginevra, Lord Byron, Percy Bysshe Shelley, le rispettive amanti Claire Clairmont e Mary Shelley ed il dottor John Polidori, medico e segretario personale di Byron, dopo una seduta spiritica durante una notte tempestosa, si sfidano a inventare storie di fantasmi e di incubi fantastici.
Ne nasce una nottata convulsa nella quale si intrecciano la passione per il mistero e il fantastico dei due celebri scrittori romantici, con gli incubi, le perversioni, e le spaventose fantasie dei partecipanti, in un continuo gioco fra realtà e immaginazione.